# Dominik Simerský
Dominik Simerský (* 29. září 1992 Otrokovice) je český profesionální fotbalista, který hraje na pozici středního obránce za český klub FC Trinity Zlín. Je také bývalým českým mládežnickým reprezentantem.

## Klubové statistiky
Aktuální ke 21. červenci, 2013
| Sezona | Klub                     | Země  | Soutěž  | Zápasy | Góly |
| ------ | ------------------------ | ----- | ------- | ------ | ---- |
| 10/11  | FC Zbrojovka Brno        | Česko | 1. liga | 18     | 1    |
| 11/12  | FC Zbrojovka Brno (host) | Česko | 2. liga | 16     | 1    |
| 12/13  | FK Baumit Jablonec       | Česko | 1. liga | 1      | 0    |
| 2013   | FC Hradec Králové (host) | Česko | 1. liga | 0      | 0    |
| 13/14  | 1. SC Znojmo (host)      | Česko | 1. liga | 0      | 0    |
|        | celkem                   |       |         | 35     | 2    |